# Szkoła ponadpodstawowa
Treść tego artykułu od 2024-05 należy opracować w taki sposób, aby nie uwypuklała nadmiernie polskiej specyfiki / aby nie zawężała się tylko do polskich warunków
 Po wyeliminowaniu niedoskonałości należy usunąć szablon [[Szablon:Dopracować|]] z tego artykułu.
Szkoła ponadpodstawowa, dawniej ponadgimnazjalna – w Polsce szkoła, którą uczeń może rozpocząć po skończeniu 8-klasowej szkoły podstawowej. Zakładanie i prowadzenie publicznych szkół ponadpodstawowych (z wyłączeniem szkół o znaczeniu  regionalnym i ponadregionalnym) jest zadaniem własnym powiatu (miasta na prawach powiatu). W latach 1999–2017 szkoły te występowały pod nazwą szkół ponadgimnazjalnych i rekrutowały swoich uczniów spośród absolwentów gimnazjów. Przed 1999 określana jako szkoła średnia, będąca etapem nauczania po szkole podstawowej i przed szkołą wyższą.
Na podstawie art. 18 ust. 1 pkt 2 ustawy Prawo oświatowe do kategorii szkół ponadpodstawowych należą:
- czteroletnie liceum ogólnokształcące;
- pięcioletnie technikum;
- trzyletnia branżowa szkoła I stopnia;
- dwuletnia branżowa szkoła II stopnia;
- trzyletnia szkoła specjalna przysposabiająca do pracy;
- szkoła policealna dla osób posiadających wykształcenie średnie lub wykształcenie średnie branżowe, o okresie nauczania nie dłuższym niż 2,5 roku.

Absolwenci liceów oraz techników mogą kontynuować naukę w szkole policealnej, a po zdaniu egzaminu maturalnego mają prawo do ubiegania się o przyjęcie do szkoły wyższej.
Absolwenci szkoły branżowej I stopnia mogą kontynuować naukę w szkole branżowej II stopnia lub w liceum dla dorosłych. Historycznie w systemie oświaty funkcjonowały także technika uzupełniające. Proces ich wygaszania zakończył się ostatecznie w roku 2015.